# Virola caducifolia
Virola caducifolia är en tvåhjärtbladig växtart som beskrevs av William Antônio Rodrigues. Virola caducifolia ingår i släktet Virola och familjen Myristicaceae. Inga underarter finns listade i Catalogue of Life.